# Ibijau à longue queue
Nyctibius aethereus
Espèce
Synonymes
- Caprimulgus aethereus
Wied-Neuwied, 1820 (protonyme)

Statut de conservation UICN

 LC  : Préoccupation mineure
L'Ibijau à longue queue (Nyctibius aethereus) est une espèce d'oiseaux de la famille des Nyctibiidae.

## Répartition
Cette espèce vit en Amérique du Sud notamment dans la forêt amazonienne de l'Équateur